# Stade Africain Menzel Bourguiba
Stade Africain Menzel Bourguiba (arabisch الملعب الإفريقي بمنزل بورقيبة, DMG al-Malʿab al-Ifrīqī bi-Manzal Būruqaiba) ist ein tunesischer Fußballverein aus der nordtunesischen Stadt Menzel Bourguiba. In Tunesien ist der Verein auch unter dem Kürzel SAMB bekannt. Der Pokalsieger von 1942 spielt in der dritten Liga des Landes. Der Verein trägt seine Heimspiele im Stadion Azaiez Jaballah aus, welches Platz für 6500 Zuschauer bietet und nach einem ehemaligen Spieler und Trainer des Klubs benannt ist.

## Erstligajahre und Pokalsieg
Der einzige Titel des Vereins stammt aus den Vierzigern. Zuvor erreichte der Vorgängerverein Stade Ferryvillois 1932 und 1934 das Endspiel des nationalen Pokals. Bei der ersten Finalteilnahme verlor man gegen Racing Club de Tunis und zwei Jahre später gegen Union Sportive Tunisienne. Im Finale 1942 besiegte Stade Africain Menzel Bourguiba die Union Sportive Béja mit 4:1.
Das beste Ergebnis in der jüngeren Geschichte war die Viertelfinalteilnahme in der Saison 2022/23, welches mit 0:1 gegen Club Africain verloren ging.
Vor der Unabhängigkeit des Landes und in den Saisons 1974/75 und 1977/78 spielte der Verein in der Championnat de Tunisie, der höchsten Liga des Landes. In der ersten Erstligasaison landete man auf den drittletzten Platz und musste gegen den Vorletzten ein Relegationsspiel austragen, um den Relegationsspielgegner des zweiten Aufsteigers zu bestimmen. SA Menzel Bourguiba verlor das Hinspiel gegen El Makarem de Mahdia mit 1:0. Das Rückspiel ging torlos aus. Nach einer erneuten Zweitligameisterschaft nahm SAMB erneut an der ersten Liga teil, stieg aber sang- und klanglos als Letzter ab.

## Erfolge
- Tunesischer Fußballpokal: 1942
- Meister der zweiten Liga: 1974, 1977
- Meister der dritten Liga (Gruppe Nord): 2016
- Ligapokal der Amateure: 2015